# Marisora berengerae
Marisora berengerae — вид сцинкоподібних ящірок родини сцинкових (Scincidae). Ендемік Колумбії.

## Поширення і екологія
Marisora berengerae є ендеміками острова Сан-Андрес, розташованого у південно-західній частині Карибського моря. Вони живуть в пальмових гаях і садах, на плантаціях та у вологих тропічних лісах. Ведуть деревний спосіб життя.